# Gliese 775
Gliese 775 è una stella variabile della sequenza principale (classe spettrale K4-5V), che si trova ad una distanza relativamente piccola - circa 43 anni luce - dal sistema solare in direzione della costellazione dell'Aquila.
Si tratta di una nana arancione meno luminosa del Sole, con una massa di 0,79 masse solari ed un raggio del 73%
Nomenclature alternative sono: HD-190007, HIP-98698, SAO-125379, V1654 Aql.